# Brya hirsuta
Brya hirsuta är en ärtväxtart som beskrevs av Attila L. Borhidi. Brya hirsuta ingår i släktet Brya och familjen ärtväxter. Inga underarter finns listade i Catalogue of Life.